# Boris Semjonovič Markov
Boris Semjonovič Markov (7. března 1924 Chodjakovo – 25. března 1977 Moskva) byl čuvašský umělec, herec, režisér a politik.

## Život
Dětství strávil v obci Chodjakovo, v Alikovském okrese v Čuvašsku. Vystudoval Čeboksarskou pedagogickou fakultu, poté učil na domácí škole.
Zúčastnil se Velké vlastenecké války jako dělostřelec.
Po válce studoval v čuvašském GITIS pod vedením M. Tarhanova. V letech 1947–1954 hrál hlavní role v divadlech na scéně Čuvašského akademického divadla K. V. Ivanova. V roce 1959 absolvoval na GITIS obor Hudební režie a stal se hlavním režisérem Čuvašského hudebního divadla, otevřel vokální a baletní studio. Současně v letech 1967–1972 hrál ve Velkém divadle SSSR na jevišti Kremelského paláce kongresů; přednášel v GITIS jako docent.

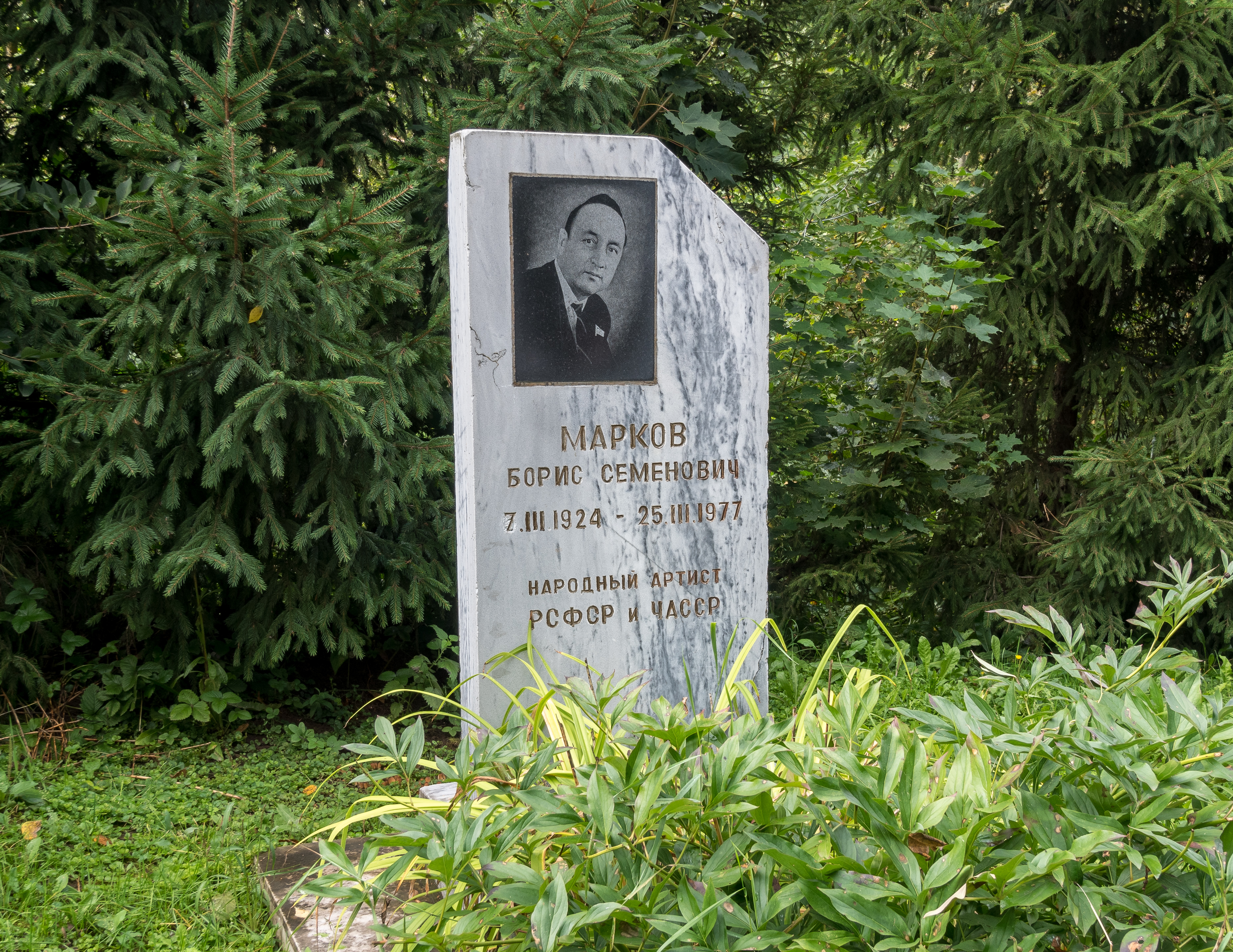
Náhrobek v Čeboksarech

V letech 1962–1966 byl poslancem Rady národností Nejvyššího sovětu SSSR za Čuvašskou ASSR. Od roku 1966 byl vedoucím oddělení ruských operních divadel na Ministerstvu kultury RSFSR a členem kolegia ministerstva.
Pohřben je v městě Čeboksary.

### Rodina
- Mladší bratr Tomáš (* 15. 2. 1930) byl fyzik, rektor Čuvašského státního pedagogického ústavu (1963–1983), předseda Nejvyššího Sovětu Čuvašské ASSR (1971–75).
- Starší sestra Alexandra Kaňukova (* 21. 2. 1919) byla filoložkou. Byla vdaná za literárního historika Vladimira Jakovleviče Kaňukova (1926–1983), laureátem státní ceny. K. V. Ivanova.

## Tvorba
Autor knih Zrození hudebního divadla Čuvašie, Moje divadlo; napsal také více než 40 článků o umění.

### Herec

#### Čuvašské akademické činoherní divadlo K. Ivanova
- 1947 Běda mysli a. s. Griboedova-Famusov
- 1948 Revizor N. V. Gogola-Gorodnichiy
- 1950 svatba s věnem N. M. Diakonova-Kurochkin

### Režisér

#### Čuvašské Státní hudební činoherní divadlo
Květen 1960 – Shyvarman (Vodní mlýn) F. S. Vasiljev (první chuvašská Opera)
- 1961 Eugene Oněgin – P. I. Čajkovskij
- 1962 Hamărjal (Krajané) – F. S. Vasiljev
- 1963 Přerušený valčík – Aslamas
- 1963 Srdce básníka – Aslamas
- 1964 Silva – I. Calman
- 1967 Narspi – J. Hirbu
- 1972 Carmen – J. Bizet
- Čapajev – B. Mokrosov (první inscenace opery v Rusku)

## Ocenění
- Zasloužilý umělec Čuvašské ASSR (1953)
- Lidový umělec Čuvašské ASSR (1961)
- Zasloužilá postava umění RSFSR (1967)
- Lidový umělec RSFSR (1974)
- Státní cena Čuvašské ASSR K. V. Ivanova (1969)
- Řád čestné zástavy – za neúnavný a plodný příspěvek k rozvoji umění.

Jméno B. S. Markova nese:
- Tautovská Škola alikovského okresu (2010)
- Ulice v městě Čeboksary[5]